# Kiens
Kiens (italià Chienes) és un municipi italià, dins de la província autònoma de Tirol del Sud. És un dels municipis del vall de Pustertal. L'any 2007 tenia 2.664 habitants. Es divideix en les fraccions Ehrenburg (Casteldarne), Getzenberg (Monghezzo), Hofern (Corti) i St. Sigmund (San Sigismondo). Limita amb els municipis de Pfalzen, Rodeneck, St. Lorenzen, Mühlwald, Terenten i Vintl.

## Situació lingüística
| Pertinença lingüística (cens 2001) | 96,82% alemany |
| Pertinença lingüística (cens 2001) | 2,41% italià   |
| Pertinença lingüística (cens 2001) | 0,77% ladí     |

## Administració
| Període | Identitat             | Partit |
| ------- | --------------------- | ------ |
| 2004-   | Reinhard Niederkofler | SVP    |

## Personatges il·lustres
- Paul Hildgartner, campió olímpic de slalom.

Territori comunal